# Pristimantis unistrigatus
Espèce
Synonymes
- Hylodes unistrigatus Günther, 1859
- Hylodes lehmanni Boettger, 1892
- Prostherapis equatorialis Barbour, 1908
- Eleutherodactylus unistrigatus (Günther, 1859)
- Eleutherodactylus lehmanni (Boettger, 1892)
- Syrrhophus coeruleus Andersson, 1945
- Eleutherodactylus coeruleus (Andersson, 1945)
- Phyllobates equatorialis (Barbour, 1908)

Statut de conservation UICN

 LC  : Préoccupation mineure
Pristimantis unistrigatus est une espèce d'amphibiens de la famille des Craugastoridae.

## Répartition
Cette espèce se rencontre entre 2 200 et 3 400 m d'altitude dans les vallées inter-andines, :
- en Colombie dans le département de Nariño ;
- en Équateur dans les provinces de Carchi, d'Imbabura, de Pichincha, de Cotopaxi, de Tungurahua et de Chimborazo.

## Publication originale
- Günther, 1859 : Second list of cold-blooded vertebrata collected by Mr. Fraser in the Andes of Western Ecuador. Proceedings of the Zoological Society of London, vol. 1859, p. 402-420 (texte intégral).